# Chi-Town Shooters
Die Chi-Town Shooters waren ein US-amerikanisches EishockeyFranchise der All American Hockey League aus Dyer, Indiana. Sie spielten im 1.500 Plätze fassenden Midwest Training & Ice Center.

## Geschichte

Logo unter dem Namen South Shore Shooters

Die Chi-Town Shooters wurden 2008 gegründet und sind eines der Gründungsmitglieder der AAHL. Zunächst wurde das Franchise unter dem Namen South Shore Shooters geführt und sollte in der Mid-Atlantic Hockey League spielen. Diese stellte aber ihren Spielbetrieb noch vor Saisonbeginn ein und die Shooters wechselten unter neuem Namen in die AAHL. Ihre Heimatstadt Dyer liegt im Großraum Chicago, woher auch der Name Chi-Town, ein Übername für Chicago, stammt. Sie verfügten mit den Dayton Gems über ein Partnerteam in der International Hockey League und auf Juniorenstufe über eines mit den Rogue Valley Wranglers aus der Northern Pacific Hockey League.
Die Chi-Town Shooters waren in der Saison 2008/09 das erste Team, welches den Rod Davidson Cup gewann. Sie besiegten im Finale der Playoffs die Battle Creek Revolution.
In der Saison 2009/10 vermochten sie zwar erneut den Regular Season Titel zu gewinnen, unterlagen in den Playoff-Halbfinals aber den West Michigan Blizzard. Im August 2010 verließ das Franchise die AAHL und plante zur Saison 2011/12 in einer Juniorenliga den Spielbetrieb fortzusetzen.
Noch vor Jahresende wurde entschieden diese Pläne zu verwerfen und wieder in die AAHL zurückzukehren. In der Saison 2010/11 erreichten sie gemeinsam mit den Battle Creek Revolution vorzeitig die Playoffs, da lediglich die beiden Teams im Spielbetrieb verblieben waren.